# Snövessla

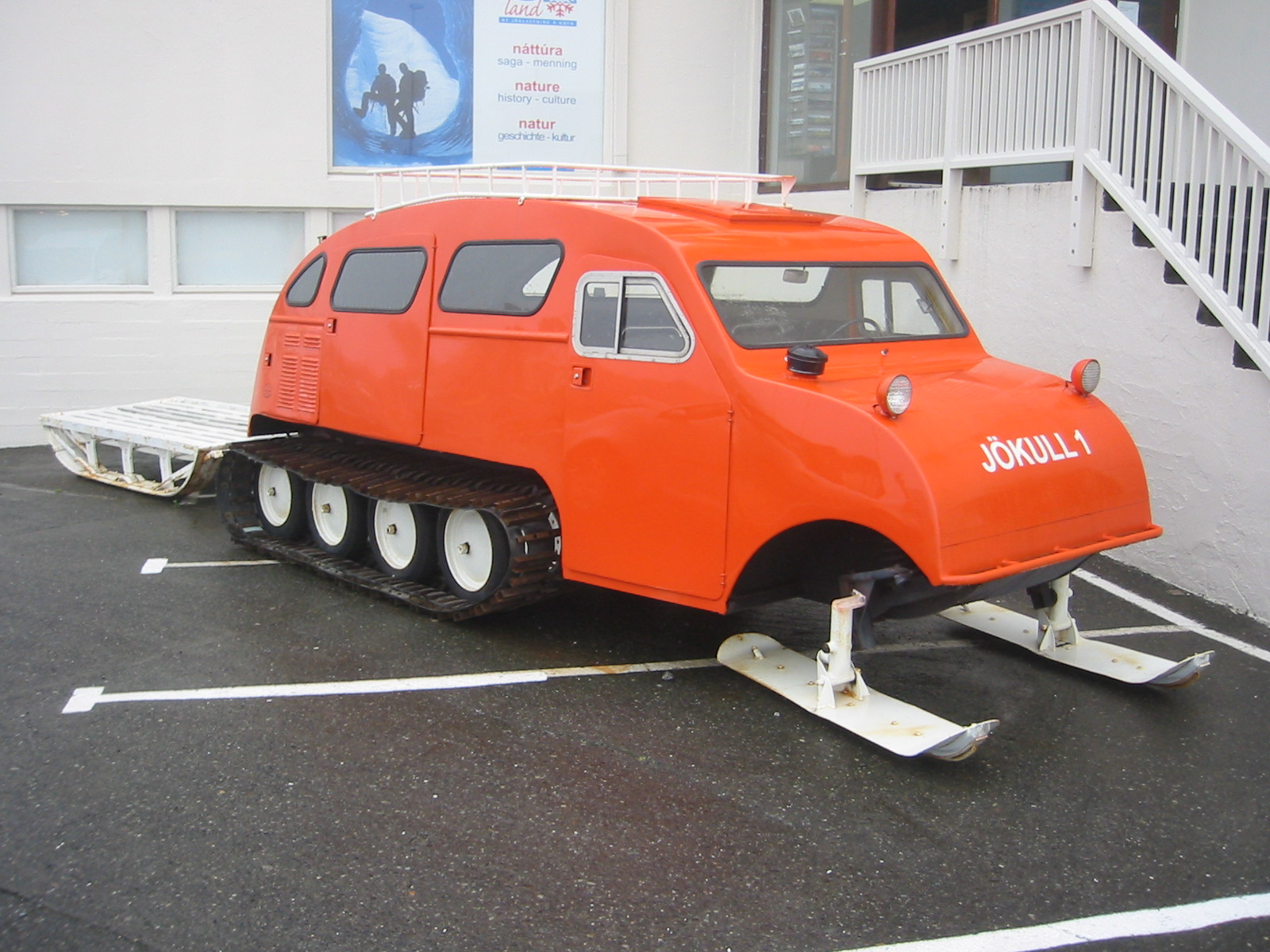
Snövessla i Höfn i Island

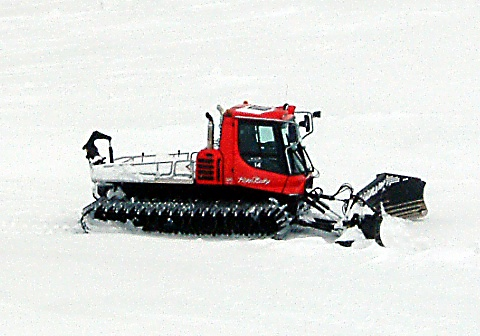
Snövessla i pistmaskinsutförande.

En snövessla (även vessla) är en bandvagn som är specialbyggd för att ta sig fram i snö (ibland även i vatten). Den används främst på vintern, vid längre turer på oplogade vägar eller i svår terräng. Ursprungsmodellen härrör från USA och konstruerades under andra världskriget under beteckningen M29 Weasel.

## Utformning och användning
Det som skiljer en snövessla från en vanlig snögående bandvagn är att den har en mer personbilsliknande karaktär. Den är även större än den mer motorcykelliknande snöskotern. Snövesslor är mycket vanliga bland privatpersoner i Norrland, i Sverige, där det är djup snö och det inte räcker med en vanlig fyrhjulsdriven bil.[källa behövs].
Snövesslor är även vanliga som pistmaskiner vid skidorter.

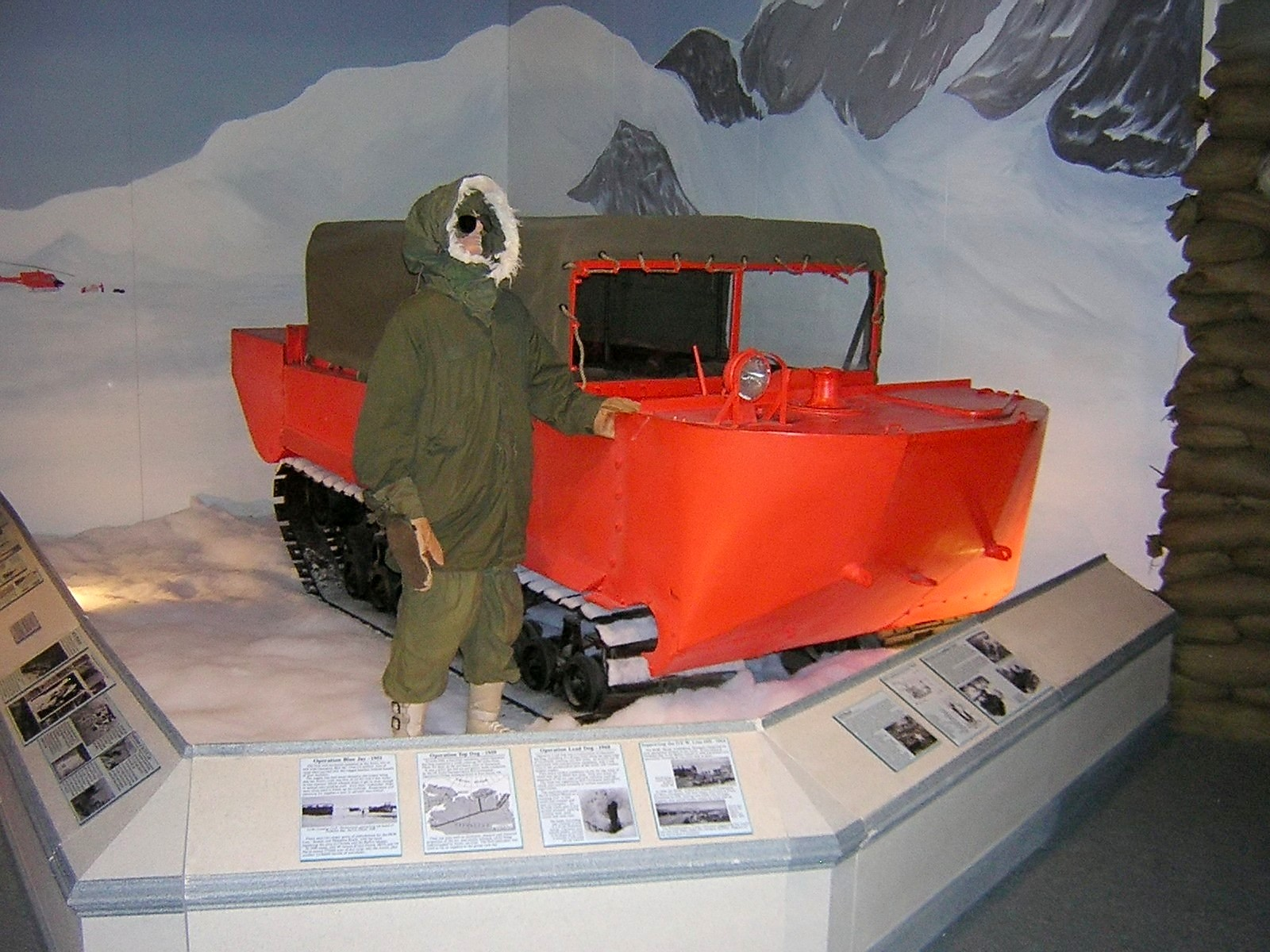
Den ursprungliga vesslemodellen M29 Weasel, utställd i U.S. Army Transportation Museum i Virginia.

## Historik
Fordonstypen härrör ursprungligen från den amerikanska amfibiska bandvagnen M29 Weasel (engelska: weasel = "vessla"). Den konstruerades under andra världskriget och vägde ungefär tre ton. Den kunde lasta runt ett halvt ton och hade en högsta landhastighet på 50 km/h (6,5 km/h i vatten). De exemplar som köptes in till det svenska försvaret fick beteckningen m/48 och kallades allmänt "vessla" eller "snövessla".